# João Baptista Alves
João Baptista Alves ist ein osttimoresischer Politiker.
Alves wurde in der I. konstitutionellen Regierung Osttimors unter Premierminister Marí Bin Amude Alkatiri am 6. März 2003 mit dem neu geschaffenen Amt des Staatssekretärs für staatliche Bauvorhaben betraut. Mit der Regierungsumbildung am 26. Juli 2005 wurde Alves zum Staatssekretär für Umweltschutzkoordination, territoriale Ordnung und technische Entwicklung ernannt.
Alves behielt sein Amt auch unter den folgenden Premierministern José Ramos-Horta und Estanislau da Silva.
Mit Antritt der IV. konstitutionelle Regierung Osttimors schied Alves am 8. August 2007 aus dem Kabinett Osttimors aus.
2018/2019 war Alves Vizepräsident der Câmera de Comércio e Indústria de Timor-Leste (CCI-TL).